# Hồ Tōfutsu
Hồ Tōfutsu (濤沸湖 Tōfutsu-ko) là hồ thuộc thành phố Abashiri và thị trấn Koshimizu, Hokkaidō, Nhật Bản.